# 1910 في فرنسا
فيما يلي قوائم الأحداث التي وقعت خلال عام 1910 في فرنسا.

## سياسة

### تعيين في المنصب
- 1 يونيو – ألبير فرانسوا لوبران نائب فرنسي.
- 1 يونيو – موريس فيوليت نائب فرنسي.

### انتهاء فترة المنصب
- 31 مايو – ألبير فرانسوا لوبران نائب فرنسي.
- 31 مايو – موريس فيوليت نائب فرنسي.

## رياضة
- 27 مارس – سباق باريس روبيه 1910 الفائزون أوجين كريستوف، Cyrille van Hauwaert [الإنجليزية]‏، أوكتاف لابيز.

## ظهور
- 1 يناير – سر فيلهلم ستورتز كتاب من تأليف جول فيرن.
- 1 يناير – كروك موسيو

## كتب
من الكتب التي صدرت هذه السنة في فرنسا:
- 1 يناير – الأمس والغد من تأليف جول فيرن.
- 1 يناير – سر فيلهلم ستورتز من تأليف جول فيرن.
- 1 يناير – شبح الأوبرا من تأليف غاستون ليرو.

## مواليد

### يناير
- 25 يناير – روبيرت مارجريت كاتب فرنسي.[1]

### فبراير
- 9 فبراير – جاك مونو[2]
- 10 فبراير – أوجيني أميرة اليونان والدنمارك كاتبة فرنسية.
- 20 فبراير – اندريه ميشيل[3]

### أبريل
- 22 أبريل – جيني ألفا مغنية فرنسية.[4]

### يونيو
- 11 يونيو – جاك إيف كوستو[5]
- 23 يونيو – جان أنويه كاتب مسرحي فرنسي.[6]

### يوليو
- 12 يوليو – ليون لفل درّاج طريق فرنسي.
- 20 يوليو – أندريه سوبيران
- 27 يوليو – جوليان جراك كاتب فرنسي.[7]

### أغسطس
- 14 أغسطس – بيير شايفر[8]
- 26 أغسطس – آن دي تورفيل كاتبة فرنسية.[9]

### سبتمبر
- 1 سبتمبر – بيير بيزييه[10]

### أكتوبر
- 8 أكتوبر – بولات ديبوست ممثلة فرنسية.[11]
- 23 أكتوبر – سفين هوقلند درّاج طريق سويدي.

### نوفمبر
- 2 نوفمبر – لويس فافر قس كاثوليكي فرنسي.
- 10 نوفمبر – راول ديان لاعب كرة قدم فرنسي.

### ديسمبر
- 10 ديسمبر – كوليت روسامبيرت لاعبة كرة مضرب فرنسية.
- 19 ديسمبر – جان جينيه[12]

## وفيات

### فبراير
- 2 فبراير – كميل سيلفي (مواليد 1834) مصور فرنسي.[13]
- 12 فبراير – فيليب توماس (مواليد 1843)

### مارس
- 20 مارس – نادر (مواليد 1820)

### يونيو
- 29 يونيو – الأمير فرديناند دوق ألونسون (مواليد 1844)[14]

### يوليو
- 14 يوليو – ماريوس بتيبا (مواليد 1818)

### سبتمبر
- 2 سبتمبر – هنري روسو (مواليد 1844) رسام فرنسي.[15]

### نوفمبر
- 19 نوفمبر – ألفريد بيرلات (مواليد 1829) مصور فرنسي.